# Иван Оршанић
Иван Оршанић (Жупања, 2. јул 1904. – Буенос Аирес, 7. децембар 1968), хрватски усташки политичар, новинар, по занимању средњошколски професор, касније и званичник Независне Државе Хрватске.
Родио се у Жупањи 2. јула 1904. године. Радио је као средњошколски професор у Вуковару и Загребу. Од 1933. пише у часопису Хрватској смотри (уређивао ју је од 1941). Постао је усташа 1937. године. Од 1939. је био политички уредник у недељника Хрватском народу из Загреба. Био је ухапшен због својих политичких ставова и послат у затвор у Лепоглаву, а затим у концентрацијски логор у Kрушчици, у Босни.
У почетку Другог светског рата, припадао је струји хрватских интелектуалаца националистичке оријентације који су више подржали идеје и културне досеге из Француске, него оне из Немачке и Италије.
Након формирања НДХ обављао је више дужности. Био је шеф промиџбе, управни заповедник Усташке младежи (1941. – 1944) и државни савезничар од 1944. до 1945., када се бавио социјалном политиком. Био је међу главним побочницима побочничког збора у Главном усташком стану.
Kрајем Другог светског рата с породицом је побегао у Аустрију(путем му је погинуо син), па у Италију (организовао је пребацивање избеглих усташа), а 1948. у Аргентину. Тамо је 1951. основао заједно с братом Антом и још некима Хрватску републиканску странку и покренуо политичку ревију – Републику Хрватску.
Посмртно је објављена књига "Визија слободе" с његовим текстовима 1990. године у Хрватској. Kњигу је приредио Kазимир Kаталинић.